# New York Board of Trade
Le New York Board of Trade est une bourse de commerce, spécialisée dans les opérations à terme (futures) portant sur des produits agricoles et alimentaires. 
Ses activités principales sont historiquement le commerce du sucre, du cacao - New York Coffee Sugar and Cocoa Exchange (CSCE) - ainsi que du coton : New York Cotton Exchange (NYCE). On y signe également d'importants contrats concernant le café, le jus d'orange (concentré surgelé). Depuis mai 2004, une section a été ouverte pour le commerce de l'éthanol, qui occupe une place de plus en plus importante parmi les carburants de substitution aux énergies fossiles.
Le New York Board of Trade est une société privée qui joue un rôle majeur dans la vie économique et sociale de New York. Son activité génère, directement ou indirectement, plusieurs milliers d'emplois.
Lors de l'attaque terroriste du 11 septembre 2001, la salle des marchés et le siège, installés au World Trade Center, ont été détruits. L'activité s'est poursuivie dans des locaux de secours installés dans le Queens. En 2003, le NYBOT a conclu un accord avec le New York Mercantile Exchange (NYMEX) et a emménagé dans le World Financial Center.

## Histoire
Le New York Cotton Exchange, marché à terme  sur le coton est fondé dans la ville éponyme par un groupe de cent marchands de coton en 1870, pour faire face à la volatilité des cours de la fibre blanche. C'est la plus ancienne bourse de commerce dans la ville. Chaque année jusqu'en 1958, le NYCE a publié L'annuaire,  qui contenait des statistiques de l'année sur l'industrie du coton.
Un "New York Coffee Exchange" est créé en 1881, après le corner sur le café de 1880. Les échanges commencent le 7 mars 1882 et ce marché restera directeur pendant 60 ans. À l'époque, les deux-tiers de la production de café brésilien arrivent à New York. C'est l'époque où le négoce se déplace au Brésil, en particulier pour l'activité de mélange des cafés, et se concentre beaucoup plus sur la qualité des cafés. Il faut cependant attendre 1907 pour que la classification de New-York soit strictement appliquée à Santos, qui avait auparavant sa propre grille de 64 types. Les intermédiaires appelés "Commissarios" deviennent négociants et ne s'effacent devant les vrais négociants que dans les années 1920. Le "New York Coffee Exchange" devient ensuite le "Coffee Sugar and Cocoa Exchange" (CSCE).
En 1998, le New York Board of Trade (NYBOT) est devenue la société mère de ces deux marchés.